# Aloo gobi
L'aloo gobi   (ˈaːllo ˈgoːbi, (HI)  आलू गोभी), spesso pronunciato "alu gobi" o "aloo gobhi" e "alu gawbi" ((MY)  အာလူးဂေါ်ဖီ álù gốphí alu: gɔpʰi), è un tipo di curry asciutto delle cucine indiana e pakistana preparato con patate (allo), cavolfiore (gob(h)i) e spezie indiane.

## Caratteristiche
Il colore giallastro è dovuto all'utilizzo di curcuma, accompagnata talvolta da foglie di coriandolo e "kalonji", ovvero semi di grano nero. Altre varianti della ricetta includono aglio, zenzero, cipolle, gambi di coriandolo, pomodoro, piselli e cumino. Esistono infatti molte varianti del piatto, ma mantengono tutte lo stesso nome, in quanto gli ingredienti principali che danno il nome alla ricetta sono sempre gli stessi.